# Anolis ibanezi
Anolis ibanezi (аноліс Ібаньєса) — вид ігуаноподібних ящірок родини анолісових (Dactyloidae). Мешкає в Коста-Риці і Панамі. Вид названий на честь панамського герпетолога Роберто Ібаньєса.

## Поширення і екологія
Аноліси Ібаньєса мешкають в горах на заході Панами та на крайньому сході Коста-Рики. Вони живуть у вологих тропічних лісах, на висоті від 400 до 1070 м над рівнем моря.